# Slowakische Philharmonie

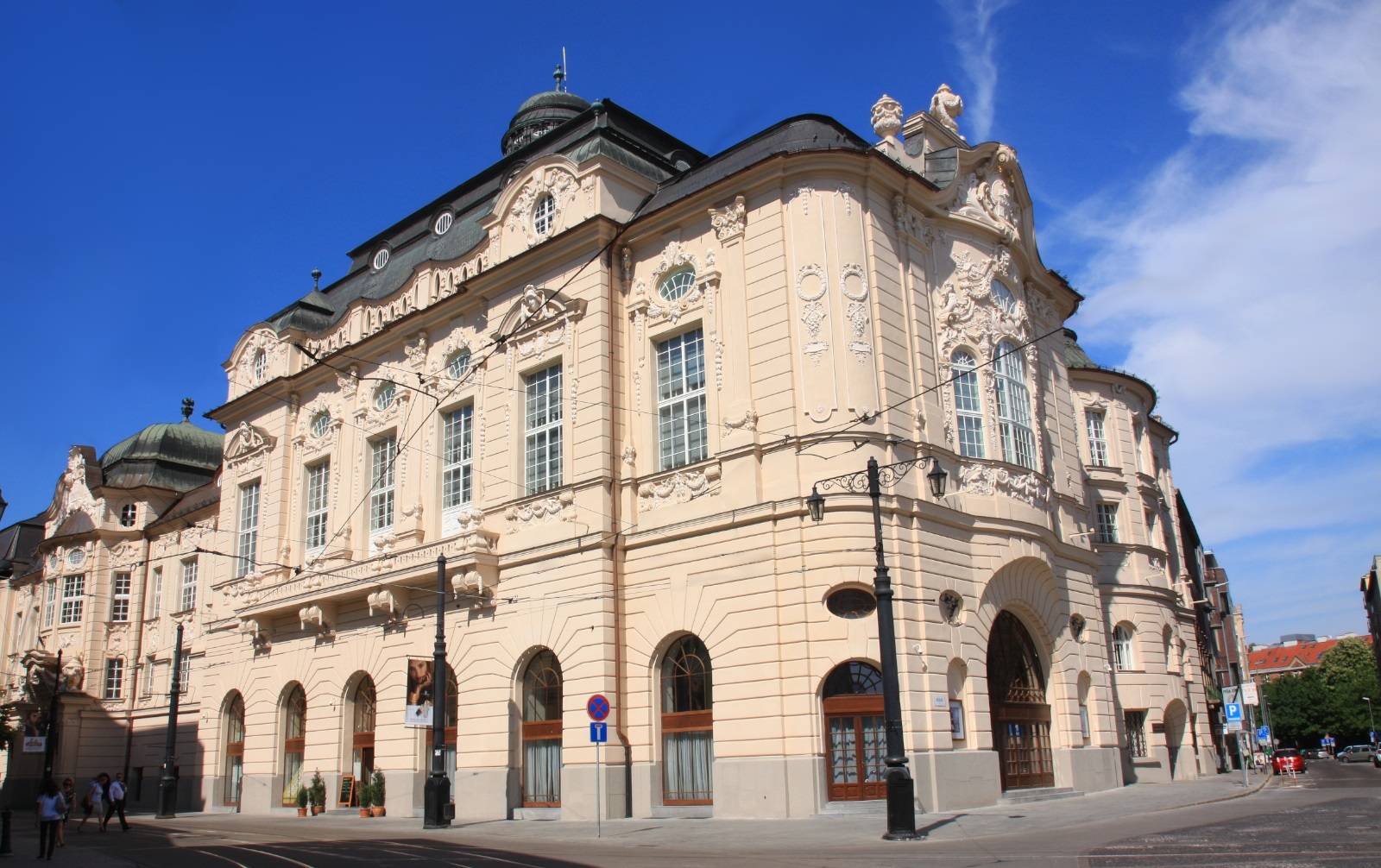
Reduta - Konzerthalle

Die Slowakische Philharmonie (slowakisch Slovenská filharmónia)  ist das bedeutendste Orchester der Slowakei. Sie hat ihren Hauptsitz in der Redoute in der Altstadt von Bratislava. Dort befindet sich ein Konzertsaal für 700 Besucher.

## Geschichte und Gegenwart
Gegründet wurde das Orchester 1949, u. a. durch die Dirigenten Václav Talich und Ľudovít Rajter.
Außerhalb der jährlichen Konzertsaison geht die Slowakische Philharmonie jeweils auf Tournee und spielt auf verschiedenen Festivals in Europa. Weitere Gastspielländer waren bisher Zypern, die Türkei, Japan, Südkorea, die Vereinigten Staaten und Oman. Das Orchester tritt regelmäßig in Radio und Fernsehen auf und hat zahlreiche Tonträger eingespielt, unter anderem für OPUS, Supraphon, Panton, Hungaroton, JVC Victor, RCA Records, Pacific Music und Naxos Records.

## Konzertorgel
Die große Konzert-Orgel wurde im Jahre 2012 von der österreichischen Orgelbaufirma Rieger erbaut. Das Instrument hat 66 Register auf drei Manualwerken und Pedal. Es lässt sich von einem (mechanischen) Hauptspieltisch und einem fahrbaren (elektrischen) Spieltisch aus anspielen. Die Registertrakturen sind elektrisch.
| I Grand Orgue C–c4 |        |
| Principal          | 16′    |
| Bourdon            | 16′    |
| Principal          | 08′    |
| Flûte harmonique   | 08′    |
| Gambe              | 08′    |
| Bourdon            | 08′    |
| Octave             | 04′    |
| Flûte              | 04′    |
| Quinte             | 02 ⁄3′ |
| Superoctave        | 02′    |
| Fourniture V       | 02 ⁄3′ |
| MixturIV           | 01 ⁄3′ |
| CornetV            | 08′    |
| Bombarde           | 16′    |
| Trompette          | 08′    |
| Clairon            | 04′    |

| II Positif expressif C–c4 |         |
| Principal                 | 08′     |
| Salicional                | 08′     |
| Unda maris                | 08′     |
| Bourdon                   | 08′     |
| Prestant                  | 04′     |
| Flûte à cheminée          | 04′     |
| Quinte                    | 02 ⁄3′  |
| Doublette                 | 02′     |
| Tierce                    | 01 3⁄5′ |
| Larigot                   | 01 ⁄3′  |
| Piccolo                   | 01′     |
| Fourniture IV             | 01 ⁄3′  |
| Cymbale III               | 01⁄3′   |
| Corno di Basso            | 16′     |
| Trompette                 | 08′     |
| Cromorne                  | 08′     |
| Tremblant                 |         |

| III Récit expressif C–c4 |         |
| Quintaton                | 16′     |
| Diapason                 | 08′     |
| Flûte harmonique         | 08′     |
| Viole de Gambe           | 08′     |
| Voix céleste             | 08′     |
| Cor de nuit              | 08′     |
| Viole                    | 04′     |
| Flûte octaviante         | 04′     |
| Nazard                   | 02 ⁄3′  |
| Octavin                  | 02′     |
| Tierce                   | 01 3⁄5′ |
| Plein Jeu III-V          | 02′     |
| Bombarde                 | 16′     |
| Trompette harmonique     | 08′     |
| Basson-Hautbois          | 08′     |
| Voix humaine             | 08′     |
| Clairon harmonique       | 04′     |
| Tremblant                |         |

| Pédale C–g1       |         |
| Bourdon           | 32′     |
| Principalbasse    | 16′     |
| Contrebasse       | 16′     |
| Soubasse          | 16′     |
| Grosse Quinte     | 10 2⁄3′ |
| Principal         | 08′     |
| Violoncelle       | 08′     |
| Bourdon           | 08′     |
| Grosse Tierce     | 06 2⁄5′ |
| Quinte            | 05 1⁄3′ |
| Flûte             | 04′     |
| Mixtur IV         | 04′     |
| Contre-Bombarde 0 | 32′     |
| Bombarde          | 16′     |
| Basson            | 16′     |
| Trompette         | 08′     |
| Clairon           | 04′     |

- Koppeln:
  - Normalkoppeln (mechanisch): II/I, III/I, III/II, I/P, II/P, III/P
  - Normalkoppeln (elektrisch): II/I, III/I, III/II
  - Suboktavkoppeln: I/I, II/II, III/I, III/II, III/III, II/P
  - Superoktavkoppeln: I/I, II/II, III/III, II/P

## Chefdirigenten
- 1949–1952: Václav Talich
- 1949–1952: Ľudovít Rajter
- 1952–1953: Tibor Frešo
- 1953–1976: Ľudovít Rajter
- 1961–1981: Ladislav Slovák
- 1981–1982: Libor Pešek
- 1982–1984: Vladimír Verbickij
- 1984–1989: Bystrík Režucha
- 1990–1991: Aldo Ceccato
- 1991–2001: Ondrej Lenárd, musikalischer Direktor seit 1995
- 2003–2004: Jiří Bělohlávek
- 2004–2007: Vladimír Válek
- 2007–2009: Peter Feranec
- 2009–2016: Emmanuel Villaume
- 2017–2020: James Judd
- seit 2020: Daniel Raiskin[3]